# Имперская британская восточноафриканская компания
Имперская британская восточноафриканская компания (англ. Imperial British East Africa Company, 1888—1895) — коммерческая компания, получившая от британского правительства право на управление британскими владениями в Восточной Африке.

## Предыстория
В начале 1880-х годов европейские державы начали усиленно делить между собой африканские земли. Соперничавшие в Восточной Африке Великобритания и Германия подписали в 1885 году соглашение о разделе сфер влияния, согласно которому британская сфера влияния в Восточной Африке простиралась от реки Джубба до Германской Восточной Африки. Формально эта территория принадлежала султанату Занзибар, и Великобритания в 1888 году получила прибрежную полосу в аренду от султана. В связи с тем, что в это же самое время Великобритания активно развивала Южную Африку, было решено доверить деятельность в Восточной Африке частной компании.

## Деятельность
Имперская британская восточноафриканская компания была основана в Лондоне 18 апреля 1888 года, а 6 сентября 1888 года получила хартию от королевы Виктории. Главой компании стал Вильям Маккиннон.
Компания получила право оперировать в регионе от Индийского океана на северо-запад до озера Виктория и далее. Предполагалось, что Компания займётся развитием сельского хозяйства и вывозом продукции. Согласно Королевской хартии, Компания получала в районе своей деятельности все права местного правительства — право устанавливать налоги, вводить таможенные сборы, осуществлять правосудие, заключать международные договоры и т. п. Центром операций Компании стала Момбаса, а её административный офис разместился в расположенной в 80 км к югу портовой деревне Шимони.
Однако Компания вместо освоения территории решила заняться строительством железной дороги до озера Виктория. По заданию Компании Джеймс Макдональд в 1891—1892 годах произвёл разведку местности, и определил, что наилучшим маршрутом для железной дороги будет существующий караванный маршрут. Также он пришёл к выводу, что земли народа кикуйю подойдут для переселенцев из Европы. Однако Компания не смогла найти финансирования для строительства железной дороги.
Параллельно с подготовкой к строительству железной дороги, в 1890 году Компания начала прокладку 600-мильной дороги от Момбасы до Бусии, пригодной для движения транспортных фургонов. Тогда же был заказан в Шотландии 110-тонный пароход «Вильям Маккиннон» для озера Виктория. Он был перевезён в разобранном состоянии в Момбасу, но без железной дороги доставить его до озера было невозможно.
Инвестициям Компании во все эти проекты помешала борьба за влияние на территории нынешней Уганды, в которой участвовали сама Компания, католические миссионеры, протестантские миссионеры и кабака Буганды. Противоречия не удалось разрешить мирным путём, и в январе 1892 года вспыхнула гражданская война. При помощи Фредерика Лугарда, основавшего форпост на холме Кампала, Компании в итоге удалось одержать победу, но она оказалась пирровой. Видя банкротство Компании и её неспособность управлять вверенной территорией, британское правительство в 1894 году прекратило её деятельность и объявило протекторат над Восточной Африкой.

## Итоги и последствия
Британское правительство достроило дорогу до Бусии, а в 1898 году начало строительство Угандийской железной дороги. В 1898 году «Вильям Маккиннон» был доставлен в разобранном виде из Момбасы в Кисуму, в 1900 году спущен на воду, а в 1901 году, как и железная дорога, вступил в эксплуатацию. Ввод в эксплуатацию железной дороги сделал дорогу Момбаса — Бусия невыгодной для транспортировки грузов, и её использование прекратилось.